# Vörösszemű bülbül
A vörösszemű bülbül (Pycnonotus brunneus) a madarak osztályának verébalakúak (Passeriformes) rendjébe és a bülbülfélék (Pycnonotidae) családjába tartozó faj.

## Rendszerezése
A fajt Edward Blyth angol zoológus írta le 1845-ben.

## Alfajai
- Pycnonotus brunneus brunneus (Blyth, 1845) – dél-Mianmar, dél-Thaiföld, Maláj-félsziget, Szumátra, Borneó;
- Pycnonotus brunneus zapolius (Oberholser, 1917) – Anambas-szigetek.

## Előfordulása
Délkelet-Ázsiában, Brunei, Indonézia, Malajzia, Mianmar, Szingapúr és Thaiföld területén honos.
A természetes élőhelye a szubtrópusi vagy trópusi síkvidéki esőerdők, mocsári erdők és cserjések, folyók és patakok környékén, valamint ültetvények. Állandó, nem vonuló faj.

## Megjelenése
Testhossza 19 centiméter, testtömege 20–37 gramm.

## Életmódja
Gyümölcsökkel, bogyókkal és magvakkal táplálkozik, de gerinctelen állatokat is fogyaszt.

## Természetvédelmi helyzete
Az elterjedési területe rendkívül nagy, egyedszáma pedig csökkenő, de még nem éri el a kritikus szintet. A Természetvédelmi Világszövetség Vörös listáján nem fenyegetett fajként szerepel.